# Иванов, Валентин Иванович
Валентин Иванович Иванов (13 марта 1932, Белёв — 1 апреля 2025, Москва) — советский архитектор. Директор института Генплана Москвы (1983—1988). Специалист по озеленению, автор проектов парков и скверов Москвы. Заслуженный архитектор РСФСР.

## Биография
Родился 13 марта 1932 года в городе Белёв Тульской области. В 1956 году окончил Московский архитектурный институт, в 1968 году — заочную аспирантуру МАрхИ по специализации «Градостроительство и ландшафтная архитектура».
С 1957 по 1961 годы работал в мастерской № 4 озеленения города Института Генплана Москвы (руководитель В. И. Долганов), с 1961 по 1970 год — в той же мастерской в составе вновь созданного в системе ГлавАПУ Москвы Института по проектированию внешнего благоустройства и озеленения столицы (ныне «Моспроект-3»). С 1963 года — главный архитектор проектов мастерской № 4.
В октябре 1970 года утверждён руководителем мастерской № 3 детальной планировки лесопаркового защитного пояса, озеленения, отдыха и спорта Института Генплана Москвы. С 1983 году — директор института.
С 1988 по 1992 являлся главным ландшафтным архитектором Москвы, с 1992 года — советник-консультант председателя Москомархитектуры, главного архитектора города по природному комплексу и ландшафтной архитектуре.
Один из авторов проекта Парк Дружбы на Ленинградском шоссе, парка имени 40-летия ВЛКСМ на проспекте Вернадского, озеленения и благоустройства Кремлёвского дворца съездов, Ленинского проспекта и Нового Арбата, здания СЭВ, ряда проектов всесоюзных и международных выставок цветов в Москве, Париже, Осаке, многих московских скверов и бульваров, государственных исторических заповедников «Коломенское», «Горки Ленинские», Детского парка чудес в Нижних Мнёвниках.
Член Союза архитекторов с 1962 года, заслуженный архитектор РСФСР, почётный архитектор РФ, почётный член Российской академии архитектуры и строительных наук. Был членом правления Союза архитекторов СССР, председателем секции Союза архитекторов. Член КПСС. Имел правительственные награды, лауреат премий Совета Министров СССР и Москвы.
21 марта 2018 года награждён Почётной грамотой Московской городской думы за заслуги перед городским сообществом.
Автор более 50 публикаций по проблематике градостроительства и ландшафтной архитектуры, в том числе монографии «Москва — Париж. Природа и градостроительство» (1997).
Скончался 1 апреля 2025 года в Москве.

## Избранные проекты и постройки
- Парк Дружбы (в составе авторского коллектива под руководством В. И. Долганова), Москва, 1956—1961[8];
- Парк имени 40-летия ВЛКСМ, Москва[2];
- Парк имени 60-летия Октября в Нагатинской пойме, Москва[4];

## Награды и премии
- Премия Совета Министров СССР (1981)[9]
- Заслуженный архитектор РСФСР (1980)[3]
- Премия города Москвы в области литературы и искусства[10]
- Премия имени А. Гутнова (2003)[10]
- Почётный член Российской Академии архитектуры и строительных наук[9]
- Знак отличия «За безупречную службу городу Москве»[11]